# أندرو همفريز
أندرو همفريز (بالإنجليزية: Andrew Humphreys)‏ هو سياسي أمريكي، ولد في 30 مارس 1821 في نوكسفيل في الولايات المتحدة، وتوفي في 14 يونيو 1904 في لينتون في الولايات المتحدة. حزبياً، نشط في الحزب الديمقراطي. وقد انتخب عضو مجلس ولاية إنديانا وانتخب عضو مجلس نواب إنديانا وانتخب عضو مجلس النواب الأمريكي.